# Choir of Young Believers
Choir of Young Believers er et band startet af dansk/græske Jannis Noya Makrigiannis, der tidligere har været med i Lake Placid. Indtil videre har Choir of Young believers udgivet EP'en Burn the Flag (2007) samt albummet This Is for the White in Your Eyes (2008). Albummet har modtaget guld for 10.000 solgte eksemplarer. Choir of Young Believers har kontrakt med pladeselskabet Tigerspring i Danmark, og Ghostly International i USA.
I 2011 leverede Choir of Young Believers kendingsmelodien ("Hollow Talk") til tv-serien Broen. Sangen blev fortolket af den amerikanske sanger Josh Groban på albummet All That Echoes i 2013.

## Hæder
- Danish Music Awards
  - 2009: Årets Nye Danske Navn

- P3 Guld
  - 2007: P3 Talentet
  - 2008: P3 Prisen (nomineret)

- Årets Steppeulv
  - 2008: Årets Håb
  - 2009: Årets Musiker: Jannis Noya Makrigiannis og Årets Komponist: Jannis Noya Makrigiannis
  - 2013: Årets Orkester
  - 2018: Årets Musiker: Sonja LaBianca

## Medlemmer
- Jannis Noya Makrigiannis: vokal, guitar, klaver, bas, keyboard, percussion
- Anders Rhedin: keyboard, trommer, guitar, percussion, baggrundsvokal
- Cæcilie Trier: cello, baggrundsvokal
- Frederik Nordsø: percussion
- Jakob Millung: bas
- Nicolai Koch: klaver
- Casper Henning Hansen: trommer, percussion
- Mette Sand Hersoug: violin, tværfløjte, baggrundsvokal
- Fridolin Nordsø: bas, trommer, percussion, trompet, tværfløjte, keyboard, baggrundsvokal
- Lasse Herbst: percussion
- Bo Rande: messingblæs, keyboard, baggrundsvokal

## Diskografi

### Album
- This Is for the White in Your Eyes (2008)
- Rhine Gold (2012)
- Grasque (2016)
- Holy Smoke (2022)

### EP'er
- Burn the Flag (2007)